# Enderlin (Dakota del Norte)
Enderlin es una ciudad ubicada en el condado de Ransom en el estado estadounidense de Dakota del Norte. En el censo de 2010 tenía una población de 886 habitantes y una densidad poblacional de 237,73 personas por km².

## Geografía
Enderlin se encuentra ubicada en las coordenadas 46°37′14″N 97°35′37″O / 46.62056, -97.59361. Según la Oficina del Censo de los Estados Unidos, Enderlin tiene una superficie total de 3.73 km², de la cual 3.73 km² corresponden a tierra firme y (0%) 0 km² es agua.

## Demografía
Según el censo de 2010, había 886 personas residiendo en Enderlin. La densidad de población era de 237,73 hab./km². De los 886 habitantes, Enderlin estaba compuesto por el 98.65% blancos, el 0.23% eran afroamericanos, el 0.79% eran amerindios, el 0.11% eran asiáticos, el 0% eran isleños del Pacífico, el 0% eran de otras razas y el 0.23% pertenecían a dos o más razas. Del total de la población el 2.37% eran hispanos o latinos de cualquier raza.